# Escadrille Nationale du Niger
 (octobre 2023).
L'Escadrille Nationale du Niger désigne la flotte aérienne gouvernementale du Niger basée à l'aéroport international Diori-Hamani à Niamey.

## Flotte

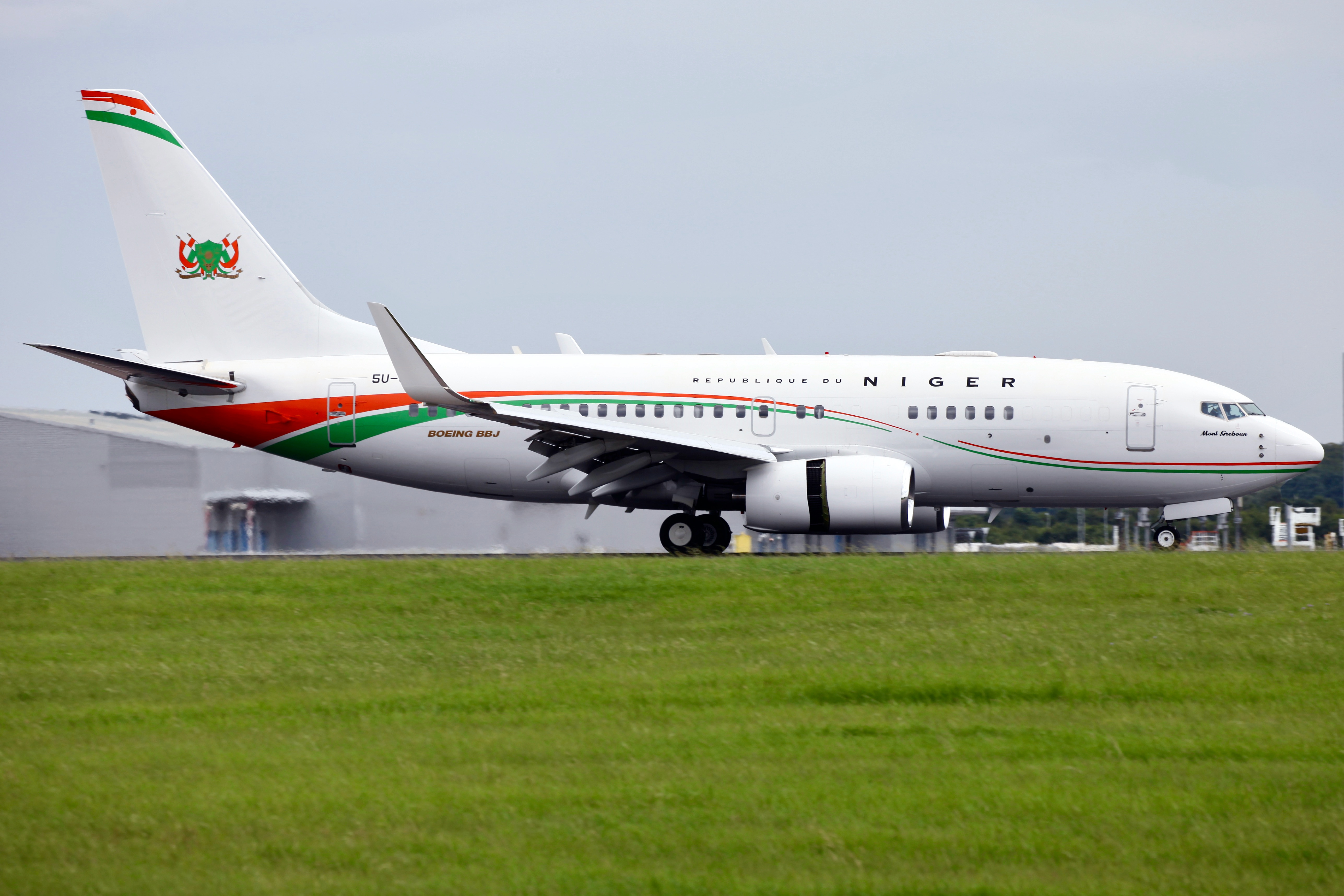
L'actuel Boeing BBJ exploité par l'Escadrille Nationale du Niger.

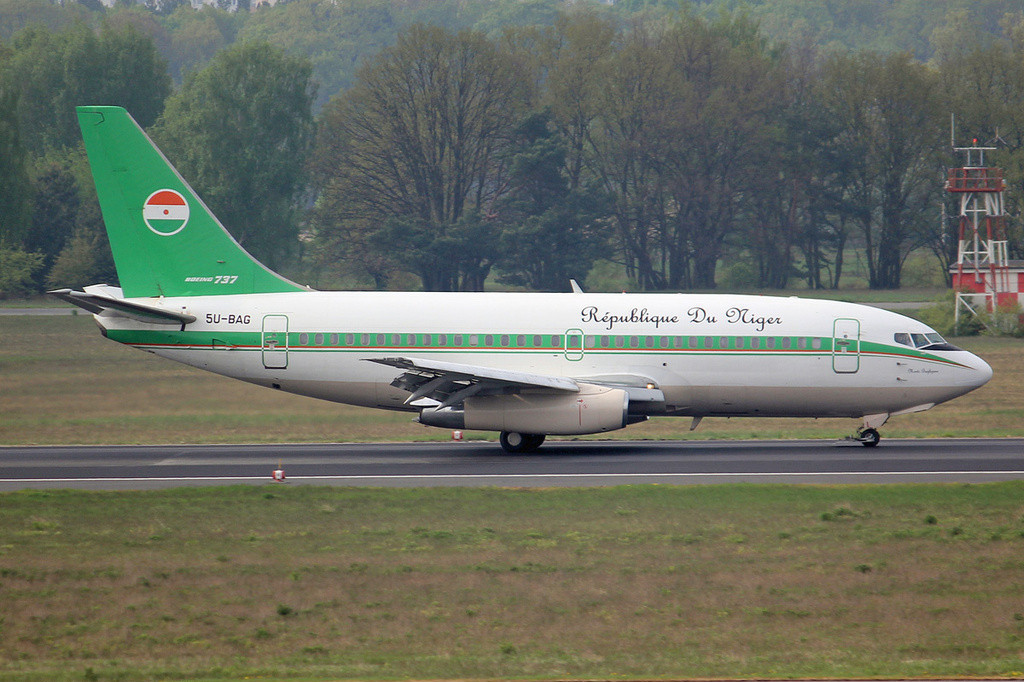
L'ancien Boeing 737-200, photographié en 2013.

### Flotte actuelle
La flotte de l'Escadrille Nationale du Niger se compose de l'appareil suivant en août 2017 : 
- 1 Boeing BBJ

### Ancienne flotte
La flotte de l'Escadrille Nationale du Niger comprenait auparavant l'appareil suivant (au 19 juillet 2009) :
- 1 Boeing 737-200